# Guy Lartigue
Pour les articles homonymes, voir Lartigue.
Guy Lartigue, né le 6 avril 1927 à Paris et mort le 5 mai 2021 dans la même ville, est sculpteur français. 
Il est connu pour ses fontaines monumentales.

## Biographie
Né le 6 avril 1927 à Paris, Guy Lartigue est le fils de Maurice Lartigue, dit Zissou, frère ainé du photographe Jacques-Henri Lartigue. Il est l'élève de Jean Souverbie, Emmanuel Auricoste et de Ossip Zadkine. 
Après des études de sculpture dans les académies de Montparnasse[Lesquelles ?] à Paris, Guy Lartigue réalise en France de nombreuses œuvres monumentales, en métal, en cuivre, en inox ou en granit.
Dans les années 1960, il lui a été commandé une sculpture-fontaine pour la résidence du roi d'Espagne à Marseille. Cette rencontre avec la sculpture et l’eau fut déterminante. Il n’eut de cesse de s’exprimer à travers elles. Il a créé de multiples œuvres sculpturales, à quelques exceptions près monumentales, consacrant sa vie à l’art et l’eau. De Paris à Monte-Carlo, il a conçu des sculptures-fontaines pour les centres commerciaux et les grands ensembles des années 1970.
Il reçoit de commandes de l'État français, du ministère de l'Éducation nationale,de la Ville de Paris, de municipalités, de la Société coopérative d'intérêt collectif, de la Société de contrôle et d’exploitation des transports auxiliaires. Il œuvre aussi pour des promoteurs, des hôtels et des restaurants.
Il devient presque aveugle à partir de 2010.

## Œuvres

### Sculpture monumentale
Commande du ministère de l'Éducation nationale
| Année | Œuvre                                                                  | Ville                |
| ----- | ---------------------------------------------------------------------- | -------------------- |
| 1958  | Groupe scolaire Dunkerque : Éolienne, laiton, 4 × 1 × 1 m              | Reims                |
| 1963  | CET : La Conquête de l'espace, mobile en Laiton, 11 × 8 × 4 m          | Chambéry             |
| 1964  | Cité technique : Porte drapeau, laiton, 9 × 4 × 1 m                    | Chalon-sur-Saône     |
| 1965  | Lycée Fourier : Cadran solaire, laiton et pierre, 4 × 1,5 × 1,5 m      | Auxerre              |
| 1966  | Lycée technique : Kaléidoscope, laiton et verre, 4 × 1,5 × 1,5 m       | Valenciennes         |
| 1966  | Collège : Sculpture, laiton, 2 × 1,5 × 1 m                             | Vertus               |
| 1968  | Groupe scolaire Clovis Chézel : Coq, laiton, 5 × 4 × 1 m               | Reims                |
| 1968  | Maison des enfants : Petite fille à la corde, laiton, 60 × 40 × 300 cm | Chevilly-Larue       |
| 1970  | Groupe scolaire Maison blanche : Animal, 2 × 1,8 × 1,2 m               | Charleville-Mézières |
| 1971  | Lycée technique : Étoile, laiton, 2,6 × 4,5 × 1,5 m                    | Pontoise             |
| 1974  | Lycée : Sculpture, aluminium, 3 × 3 × 2 m                              | Châteaubriant        |
| 1975  | CES Lesven Jacquard : Signal, aluminium, 6 × 1 × 1 m                   | Brest                |
| 1976  | Centre omnisports : Saute-mouton, laiton, 2,5 × 2,5 × 1 m              | Viroflay             |
| 1983  | Gendarmerie : Signal, aluminium                                        | Chambéry             |

Grand ensemble et centre commercial
| Année | Œuvre                                                                                              | Ville               |
| ----- | -------------------------------------------------------------------------------------------------- | ------------------- |
| 1963  | Résidences Les Marnaudes : Le Jour et la Nuit, mobile en laiton et acier, 7 × 4 × 4 m              | Rosny               |
| 1964  | Résidences Les Marnaudes : Couple champêtre, laiton et bronze, 3 × 2 × 2 m                         | Rosny               |
| 1966  | Centre commercial : Narcisse, laiton et bronze, 2 × 1,2 × 1,2 m                                    | Sarcelles           |
| 1968  | Résidence du Champs de course : Les Chevaux du soleil, laiton et bronze, 8 × 6 × 0,2 m             | Eaubonne            |
| 1973  | Centre commercial Rosny II : Aquarium de l'espace, mobile en aluminium anodisé coloré, 6 × 3 × 3 m | Rosny               |
| 1975  | Résidence La Réal : La Réal, laiton, 4 × 3 × 1 m                                                   | Hardelot-Plage      |
| 1975  | Résidence : Sculpture signal, aluminium, 3 × 3 × 1,5 m                                             | Tourcoing           |
| 1980  | ZAC Rodin-Plateau-Égalité : Étoile fixe, laiton, 5 × 4 × 3 m                                       | Issy-les-Moulineaux |
| 1985  | Immeuble SEERI SARI : La Corne d'abondance, signal monumental acier                                | La Défense          |

### Sculpture fontaine
Lycée, CET et collège
| Année | Œuvre                                                                                | Ville                  |
| ----- | ------------------------------------------------------------------------------------ | ---------------------- |
| 1965  | École Maternelle : Mascaron, plomb                                                   | Brignoles              |
| 1959  | Lycée Marguerite de Valois : Trois sculptures fontaines, bronze et laiton, 10 × 20 m | Angoulême              |
| 1970  | École maternelle : Sculpture fontaine, laiton et ardoise                             | Eaubonne               |
| 1972  | CES La Grande Garenne : La colonne, bronze                                           | Angoulême              |
| 1974  | CET : La légende du diable, laiton, 2,5 × 2,5 × 2,2 m                                | Vénissieux             |
| 1979  | École Maternelle : Le monde d’ailleurs                                               | Saint-Pierre-des-Corps |
| 1984  | Maison de la Culture : Sphère, bronze et laiton, 16 × 1,1 × 1,1 m                    | Istres                 |
| 1990  | Maison des enfants : l’éolienne, Laiton, 3,5 × 3 × 1,5 m                             | Rueil-Malmaison        |

Grand ensemble
| Année | Œuvre                                                               | Ville                |
| ----- | ------------------------------------------------------------------- | -------------------- |
| 1967  | Résidence du Roy d’Espagne : Escargot d’eau, laiton, 6 × 6 m        | Marseille            |
| 1968  | Résidence : Astre, cuivre, latin et bronze, 2 m et 12 m de diamètre | Saint-Cyprien        |
| 1972  | Résidence du Parc : Sculpture fontaine, bronze, 3 × 1,5 × 1,5 m     | Andrésy              |
| 1972  | Résidence Les Gros Chênes : l’astre, laiton et bronze, 4 × 4m × 1 m | Verrières-le-Buisson |
| 1973  | ZUP : Sculpture fontaine monumentale, laiton, 7 × 4 × 3,5 m         | Chenôve              |
| 1975  | HLM : Sculpture ajutage, cuivre et laiton, 2,5 × 1,5 × 0,3 m        | Puteaux              |
| 1989  | Résidence Les Bons Raisins, sculpture fontaine en eau perdu         | Rueil-Malmaison      |
| 1990  | Le Nouveau marché : Fontaine monumentale, granit rose, 4 × 4 × 5 m  | Viroflay             |

Place publique
| Année | Œuvre | Ville                      |
| ----- | --- | -------------------------- |
| 1969  | Promenade du Larvatto : Fontaine de la princesse Grace, cuivre, laiton et bronze, 12 m de haut bassin de 20 × 5 m | Principauté de Monaco      |
| 1970  | Place des Moulins : La Gerbe, aluminium, 7 × 2 × 2 m                                                              | Principauté de Monaco      |
| 1972  | Place du Forum : Sculpture, ajutage, modelage d'eau, cuivre et laiton, 2,5 × 2,5 m                                | Saint-Gratien              |
| 1974  | Carrefour de la Fontaine : Sculpture fontaine, macaron et vasque, pierre de Bourgogne, 2 × 0,8 × 0,8 m            | Viroflay                   |
| 1974  | Quartier Louis Blanc : Sphère, laiton, 1,1 m de diamètre. Bassin, 2 × 2 m                                         | La Défense                 |
| 1975  | Sculpture fontaine, laiton, 2,5 × 15 × 1 m                                                                        | Gaillon                    |
| 1977  | Angle rue de Seine, rue Jacob : Sphère, pierre dur gris d'Anjou, 1,1 m de diamètre                                | 6e arrondissement de Paris |
| 1979  | Sphère, laiton, 2,5 m de diamètre, bassin de 4 m                                                                  | Cergy-Pontoise             |
| 1980  | Place de jeux d'eau : Signal, cuivre et laiton, 7,5 × 1,5 × 1,5 m. Bassin de 8 m de diamètre                      | Saint-Pierre-des-Corps     |
| 1982  | Sculpture fontaine : cuivre rouge et laiton. Bassin en intox de 4 m de diamètre                                   | Sèvres                     |
| 1982  | Fontaine en eau perdu, granit et pierre de bourgogne                                                              | Sèvres                     |
| 1982  | Sculpture fontaine, laiton, 2 × 2 × 1,5 m. Bassin de 6 m de diamètre                                              | Saint-Maur-des-Fossés      |
| 1983  | Les deux vasques, laiton, 2 × 2 × 2 m. Bassin de 8 m de diamètre                                                  | Thonon-les-Bains           |
| 1985  | Les meules, granit, 2 × 2 × 0,8 m                                                                                 | Châtillon-sur-Seine        |
| 1986  | Port de Fontvielle : Sphère creuse, cuivre rouge, bronze et laiton, 2,8 × 2,8 × 3 m                               | Principauté de Monaco      |
| 1986  | Place des Arts : Parapluie d'eau, laiton, 6 × 6 × 1 m                                                             | Rueil-Malmaison            |
| 1989  | Place des Arts : Champignon d'eau, cuivre et bronze, 2 × 2 × 1,5 m                                                | Rueil-Malmaison            |
| 1990  | Carrefour Saint-Médard : Jeux d'eau, vasque, cuivre rouge                                                         | 5e arrondissement de Paris |